# Moxotó (Ibimirim)
O Distrito de Moxotó é uma subdivisão administrativa do município de Ibimirim, estado de Pernambuco, Brasil. De lá até a capital, Recife, são cerca de 327 km.

## Moxotó
O distrito de Moxotó, antiga sede do Município de Inajá (Pernambuco), atualmente faz parte do município de Ibimirim, desde que este último foi emancipado, em 1963. Foi criado em 19 de janeiro de 1893, pela Lei Municipal nº 2, de 19 de janeiro de 1893, recebendo o nome de Gameleira de Buíque, sendo subordinado ao município de Buíque - PE.
A Lei Estadual n.º 1.931 de 11 de setembro de 1928 criou o município de Moxotó, sob influência do sr. Cel. Antônio Guilherme Dias Lima. Segundo esta lei o município seria constituído a partir da parte sul do distrito de Custódia (também recém criado e desmembrado de Sertânia), o distrito de Gameleira, desmembrado de Buíque (e que seria a sede do município) e do distrito de Espírito Santo - atual Inajá (Pernambuco). Ressalta-se que esta lei, ao criar o município de Moxotó, altera o nome do distrito de Gameleira, para, Moxotó.
Segundo os microdados do censo 2010, o distrito de Moxotó possui cerca de 2 294 pessoas (sendo 569 na zona urbana e 1725 na rural)

## História
Os primeiros habitantes do território que atualmente constitui o distrito de Moxotó foram os indígenas Capinauás, instalados até hoje ao norte do distrito, nas proximidades da Serra do Quiridalho.
Os primeiros habitantes colonizadores, segundo apontado pelo historiador Josinaldo André, no livro "Ibimirim, sua origem, seu povo e sua história, seriam os irmãos Anastácio e Joaquim Pereira, fundando sítios na fazenda Gameleira e Priapé. Ainda segundo o historiador, Anastácio e sua esposa Dona Ana Tereza teriam construído uma capela sob invocação de Nossa Senhora da Conceição. Pelos anos de 1880 a pecuária e agricultura passaram a prosperar ainda mais sob o impulso dos engenhos de cana-de-açúcar.

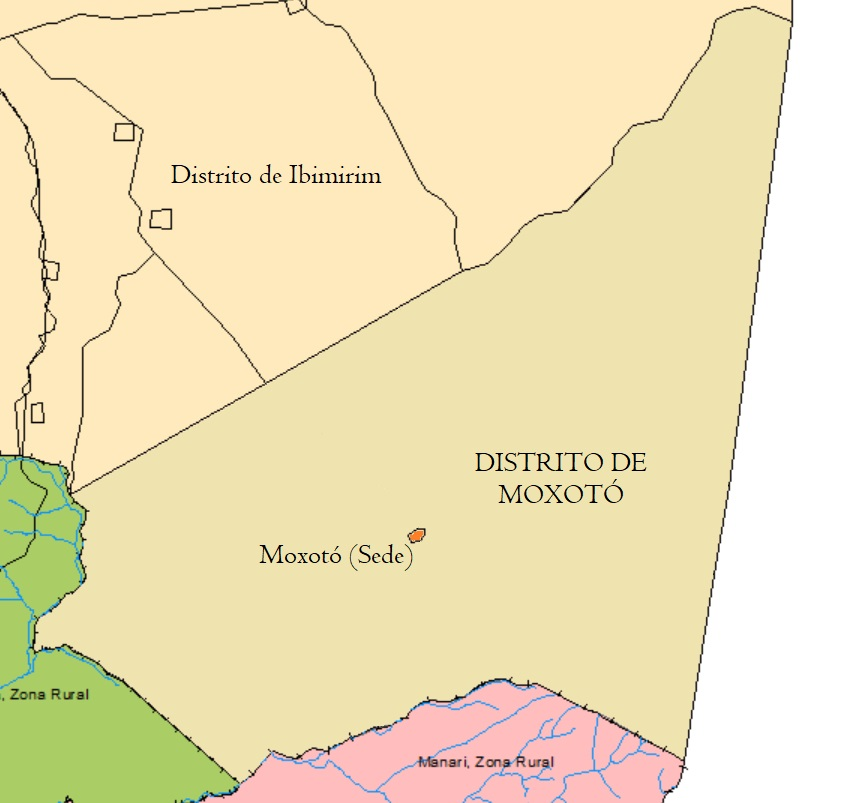
Mapa do distrito de Moxotó, Ibimirim - PE

Por volta de 1890 migram para Moxotó as famílias Oldrado Lima (Tacaratu) e Bezerra de Melo (Águas Belas). O Cel. Manoel Rodrigues Oldrado Lima acabou por desempenhar papeis importante na sociedade e política da época, sendo responsável por edificar a igreja de Nossa Senhora da Conceição, estando, inclusive, sepultado na referida igreja. Como símbolo de sua influência, ressalta-se que o coronel Manoel Oldrado chegou a ser prefeito de Buíque por duas vezes (1895 a 1898 e 1907 a 1910)
Como já citado anteriormente, em 19 de janeiro de 1893 a povoação foi elevada à categoria de distrito, sendo subordinado ao município de Buíque. Posteriormente, emancipou-se de Buíque em 1928, sendo sede municipal por cerca de 20 anos, até que a lei nº 14 da Câmara de Vereadores de Moxotó transfere a sede do município para a vila de Inajá, o que vem a ocorrer em 01 de janeiro de 1949.

## Topônimos
O nome "Gameleira" pode designar algumas espécies do Gênero Ficcus ssp. mas, segundo de Souza gameleira seria o nome dado a uma espécie de vasilha de madeira chamada Gamela. Este utensílio era utilizado nos engenhos para produção de rapadura ou outros derivados da cana.
Já o nome "Moxotó", segundo a tradução mais aceita, significaria "lugar de indígenas bravios", uma referência direta aos povos que habitavam a ribeira do principal rio da região. Foi em homenagem a este rio, o Rio Moxotó, que o nome da povoação de Gameleira passou para Moxotó, o que veio também a ocorrer com o nome do município.

## Povo indígena Kapinawá
Segundo o site Terras indígenas, cerca de 2.189,24 hectares do distrito de Moxotó (Ibimirim) são território indígena reconhecido pelo governo brasileiro, como Território Indígena Kapinawá. Os Kapinawás ficam localizados na parte norte do distrito, nas proximidades da Serra do Quiridalho, da Lagoa do Puiu, e das terras do parque nacional do Parque Nacional do Catimbau.